# Fleringen
Fleringen  là một đô thị ở huyện Bitburg-Prüm, trong bang Rheinland-Pfalz, phía tây nước Đức. Đô thị Fleringen có diện tích 8,5 kilômét vuông, dân số thời điểm ngày 30 tháng 6 năm 2006 là 343 người.